# 1080 هـ
1080 هـ هي سنة في التقويم الهجري امتدت مقابلةً في التقويم الميلادي بين سنتي 1669 و1670.

## أحداث
- 14 ذو الحجة: الصدر الأعظم للدولة العثمانية فاضل أحمد باشا الكوبريللي يغادر جزيرة كريت بعد فتح قلعة "كاندية" الحصينة، وقد قضى الوزير في الجزيرة أثناء المعارك بصورة دائمة 3 سنوات ونصف سنة، منها شهور تحت سطح الأرض في فصل الشتاء.
- استيلاء آل حميد على منطقة الأحساء بقيادة برَّاك بن غُرَير وتأسيس الإمارة الخالدية.[5]

## وفيات
- البيقوني
- رحب علي التبريزي
- عيسى المغربي